# Paul Graubner

Graubner als Conkneipant der Bremensia Göttingen, Wintersemester 1912/13

Paul Graubner (* 24. Juli 1892 in Unterliederbach; † 1. Januar 1932 in Baden-Baden) war ein deutscher Landrat.

## Leben und Wirken
Paul Graubner war zunächst als Gerichtsreferendar in Rüdesheim tätig, bevor er in die Verwaltung wechselte und im Jahre 1917 Regierungsreferendar bei der Regierung in Köln wurde. Im Juni 1922 wurde er dem Preußischen Finanzministerium zur aushilfsweisen Beschäftigung zugewiesen. Ein Jahr später wechselte er zur Preußischen Bau- und Finanzdirektion und wurde am 28. Juli 1924 Regierungsrat und am 22. Dezember 1926 Oberregierungsrat. Am  4./5. Juli 1927  erhielt Graubner den Auftrag zur vertretungsweisen Verwaltung des Landratsamtes in Altena, bevor er am 1. Oktober 1927 zum kommissarischen Landrat ernannt wurde. Die definitive Ernennung zum Landrat des Kreises Altena fand am 21. November 1927 statt. In diesem Amt verblieb er bis zu seinem Tode.
Seit 1912 war er Mitglied des Corps Bremensia Göttingen.